# 小野雅道
小野 雅道（おの まさみち、1935年1月26日 - ）は日本の実業家。小野測器の代表取締役社長、代表取締役会長を務めていた。現在は相談役。

## 経歴
東京都出身。新宿区立落合中学校出身。
1957年10月に小野測器に入社。1971年2月に取締役に、1983年3月に常務取締役、1991年3月に専務取締役となり、1999年4月に顧問となる。その後、2000年12月に特別顧問、2001年3月から代表取締役・取締役社長。2009年4月に技術本部長。2015年3月に代表取締役・取締役会長となり、現在は小野測器相談役。。